# نيستور غارسيا (كرة سلة)
نيستور غارسيا (بالإسبانية: Néstor García)‏ مواليد 11 يناير 1965 في باهيا بلانكا، الأرجنتين، هو مدرب كرة سلة أرجنتيني ولاعب سابق. يدرب منتخب فنزويلا. حقق المركز الأول في بطولة أمم الأمريكتين لكرة السلة 2015.

## سجل المنافسة
شارك في المنافسات التالية:
- الألعاب الأولمبية الصيفية 2016
- بطولة أمم الأمريكتين لكرة السلة 2013
- بطولة أمم الأمريكتين لكرة السلة 2015

## الميداليات
| الميدالية | المسابقة                             |
| --------- | ------------------------------------ |
| ذهبية     | بطولة أمم الأمريكتين لكرة السلة 2015 |

## روابط خارجية
- نيستور غارسيا (كرة سلة) على موقع الدوري الإسباني لكرة السلة (الإسبانية)
- نيستور غارسيا (كرة سلة) على موقع أوليمبيديا (الإنجليزية)